# Thor MG-18
Thor MG-18 – amerykańska rakieta nośna wywodząca się z rakiety IRBM Thor. Wykorzystano jedynie dwa egzemplarze, które wyniosły jedne z pierwszych satelitów serii DMSP.

## Chronologia
1. 19 stycznia 1965, 05:03:42 GMT; s/n 224; miejsce startu: Point Arguello (SLC10W), USA
Ładunek: DMSP Block 4A F1; Uwagi: start udany
2. 18 marca 1965, 04:43:46 GMT; s/n 306; miejsce startu: Point Arguello (SLC10W), USA
Ładunek: DMSP Block 4A F2; Uwagi: start udany